# Franz Attems (Geistlicher)
Franz Dismas Maria Attems-Heiligenkreuz (* 20. Oktober 1926 in Graz; † 13. Mai 1999 ebendort) war ein österreichischer Seelsorger, Lehrer und Kunsthistoriker.

## Leben
Franz Attems wurde als Sohn von Ferdinand Graf Attems geboren. Beheimatet in Slovenska Bistrica besuchte er das Gymnasium Kollegium Kalksburg in Wien und ein Gymnasium in Maribor. 1943 leistete er ein halbes Jahr Kriegsdienst als Luftwaffenhelfer in Linz. Gegen Ende des Krieges wurde er und sein Bruder mit den Eltern von Partisanen gefangen genommen, während Franz flüchten konnte, wurden seine Eltern und sein Bruder ermordet.
Nach dem Krieg arbeitete er kurz als Forstarbeiter. Er begann an der Universität Graz ein Studium der Kunstgeschichte und 1947 am Canisianum in Innsbruck ein römisch-katholisches Theologiestudium und erhielt am 30. März 1952 die Priesterweihe.
Attems wirkte als Kaplan, von 1953 bis 1956 in der Pfarre Graz-Gratwein, von 1956 bis 1957 in der Pfarre Graz-Schutzengel und von 1957 bis 1962 in der Pfarre Graz-Grabenkirche.
Neben seiner Tätigkeit als Seelsorger wirkte er ab 1962 als Lehrer an einer Allgemeinbildenden Höheren Schule in Graz-Graben und ab 1967 am Seebachergymnasium, weiters verfolgte er eine umfangreiche Vortrags- und Bildungstätigkeit.
Attems war auch Diözesanrichter in Graz.
Attems wurde am 21. Mai 1999 im St. Peter Stadtfriedhof bestattet.

## Anerkennungen
- 1980 Oberstudienrat
- 1986 Geistlicher Rat
- 1991 Goldenes Ehrenzeichen des Landes Steiermark

## Publikationen
- mit Johannes Koren: Kirchen und Stifte der Steiermark. Fotos von Lothar Beckel, Hannes Bohaumilitzke, Hans Bohaumilitzky, Harald Koren, Herbert Pirker, Kurt Remling und Kurt Roth. Pinguin-Verlag, Innsbruck 1988, ISBN 3-7016-2296-5.
- mit Johannes Koren: Schutzheilige Österreichs als Bewahrer und Helfer. Ihr Leben, ihre Patronate und Attribute. Pinguin-Verlag, Innsbruck 1992, ISBN 978-3-7016-2391-4.
- Grabenkirche und Grabenvorstadt. Herausgeber Pfarre St. Johann am Graben, Graz 1996, 40 Seiten.
- Im Gegenwind. Kurzpredigten 1993–1999. Manumedia-Verlag Schnider, Graz 1999, ISBN 978-3-902020-02-4.